# 維德里奇
51°38′24″N 24°45′58″E / 51.64000°N 24.76611°E
維德里奇（烏克蘭語：Видричі），是烏克蘭西北部的村莊，隸屬沃倫州的卡明-卡希爾斯基區。該村面積2.95平方公里，海拔高度160米，2001年人口701，人口密度每平方公里237.87人。